# Кауппинен, Юхо
Юхо Кауппинен (фин. Juho Kauppinen; род. 4 августа 1986, Лахти, Финляндия) — бывший аккордеонист финской фолк-метал-группы Korpiklaani, бывший вокалист и гитарист финской мелодик-дэт-метал-группы Falchion.

## Биография
Осенью 2005 года переехал из Лахти в Тампере.
Обучался в Lahden yhteiskoulu.

## Творчество

### Коллективы

#### Falchion
Falchion была основана в 2002 году Юхо Кауппиненом и Йоонасом Симоненом в возрасте 15 и 16 лет, на них повлияли Amorphis и Ensiferum.
В октябре 2004 года проект был приостановлен на время в связи с присоединением Кауппинена к Korpiklaani.
15 октября 2005 года группа выпустила свой дебютный альбом Legacy of Heathens.
Летом 2006 Юхо Кауппинен поменял состав группы, так как участники жили далеко друг от друга.
В феврале 2007 отыграл первое живое выступление группы.
В марте 2008 года группа выпустила второй альбом Chronicles of the Dead
К сожалению, после очередных изменений состава группа распалась в декабре 2009 года.

#### Korpiklaani
Юхо Кауппинен присоединился к Korpiklaani в октябре 2004 года.
В составе коллектива написал 11 песен для трех альбомов группы: Tales Along This Road, Tervaskanto и Korven Kuningas.
13 марта 2013 года Юхо покинул Korpiklaani, заявив, что теперь он хочет заняться другими делами, и что группа уже нашла замену аккордеонисту.
Однако, не смотря на уход из коллектива, Кауппинен продолжал помогать Йонне Ярвеля в написании песен.

#### Jonne
В 2015 году лидер Korpiklaani Йонне Ярвеля основал сольный проект Jonne. Кауппинен вошел в состав проекта как гитарист.
24 июля 2015 года вышел дебютный одноимённый альбом Jonne. Кауппинен исполнил песни на акустической гитаре.

## Дискография
| Год  | Альбом                                  | Исполнитель | Роль Кауппинена                                                                                                   |
| ---- | --------------------------------------- | ----------- | --- |
| 2003 | Glory of the Sword (демо)               | Falchion    | Написание песен совместно с Йоонасом Симоненом                                                                    |
| 2005 | Legacy of Heathens                      | Falchion    | Музыка, вокал, тексты, соло-гитара, ритм-гитара, акустическая гитара, продюсирование                              |
| 2006 | Tales Along This Road                   | Korpiklaani | Аккордеон, бэк-вокал. Гитара на Midsummer Night и Free Like An Eagle                                              |
| 2006 | Live at Wacken 2006 (концертный альбом) | Korpiklaani | Аккордеон, бэк-вокал                                                                                              |
| 2007 | Tervaskanto                             | Korpiklaani | Аккордеон, электрогитара, акустическая гитара, бэк-вокал. Вокал в Liekkiön Isku                                   |
| 2008 | Korven Kuningas                         | Korpiklaani | Аккордеон, электрогитара, акустическая гитара, бэк-вокал. Также, песни Ali Jäisten Vetten, Suden Joiku, Runamoine |
| 2008 | Chronicles of the Dead                  | Falchion    | Музыка, вокал, соло-гитара                                                                                        |
| 2009 | Karkelo                                 | Korpiklaani | Аккордеон. Гитара на Uniaika                                                                                      |
| 2011 | Ukon Wacka                              | Korpiklaani | Аккордеон |
| 2012 | Manala                                  | Korpiklaani | Аккордеон, акустическая гитара                                                                                    |
| 2014 | Jonne                                   | Jonne       | Акустическая гитара. Песни Kuku Käki и Leppäyön Löyly совместно с Йонне Ярвеля                                    |
| 2015 | Noita                                   | Korpiklaani | Песни PiIIi On Pajusta Tehty, Sahti и Luontoni совместно с Йонне Ярвеля                                           |
| 2017 | Kallohonka                              | Jonne       | Песня Hauki совместо с Йонне Ярвеля                                                                               |
| 2018 | Kulkija                                 | Korpiklaani | Комментарии к альбому, описание песен, перевод с финского                                                         |
| 2021 | Jylhä                                   | Korpiklaani | Песни Mylly и Anolan Aukeat совместно с Йонне Ярвеля                                                              |